# Gabriele Gatti
Gabriele Gatti (Città di San Marino, 27 marzo 1953) è un politico sammarinese.

## Biografia
Si è laureato in lettere all'Università di Urbino ed è stato funzionario presso l'Azienda Autonoma di Stato per i Servizi Pubblici.
Nel 1974 è entrato a far parte del Partito Democratico Cristiano Sammarinese, ricoprendo varie cariche interne.
Dal 1979 al 1985 è stato vice segretario, poi dal 1985 al 1987 segretario generale ed è diventato presidente del consiglio centrale nel 2002.
È stato eletto ininterrottamente al Consiglio Grande e Generale a partire dalle elezioni del 1978 ed è stato membro di vari commissioni.
Dal 26 luglio 1986 al 20 maggio 2002 è stato Segretario di Stato per gli Affari Esteri e Politici e nel suo lungo mandato ha fatto entrare San Marino nell'OSCE, nella FAO, nell'ONU e nel Consiglio d'Europa, del Fondo Monetario Internazionale e allo Statuto di Roma della Corte penale internazionale.
Dal 10 maggio al 6 novembre 1990 ha presieduto il Comitato dei ministri del Consiglio d'Europa.
Dal 3 dicembre 2008 è Segretario di Stato per le Finanze e il Bilancio.
Il 1º ottobre 2011 è diventato capitano reggente con Matteo Fiorini. È stato il primo capitano reggente a subire contestazioni da parte di alcuni cittadini durante la cerimonia di investitura.
Il 18 settembre 2012 è stato menzionato più volte nella "Relazione conclusiva della Commissione Consiliare per il Fenomeno delle Infiltrazioni della Criminalità Organizzata con funzioni d'inchiesta" redatta dalla Commissione antimafia della Repubblica di San Marino, della San Marino Connection, in seguito all'operazione Staffa.
Il 24 febbraio 2015 è stato menzionato più volte nella "Relazione conclusiva della Commissione Consiliare d'Inchiesta su presunte responsabilità politiche o amministrative legate alla vicenda Cassa di Risparmio” redatta dalla Commissione Consiliare d'Inchiesta su presunte responsabilità politiche o amministrative legate alla vicenda "Cassa di Risparmio"
Il 17 ottobre 2015 Gabriele Gatti è stato arrestato con l'accusa di associazione a delinquere dal Commissario della legge Alberto Buriani. Le accuse che hanno portato all'arresto di Gatti sono cadute e per questa imputazione è stato archiviato. È stato rinviato a giudizio, invece, per riciclaggio per una questione relativa alla costruzione del Centro Uffici dei Tavolucci, attuale sede sia del Tribunale che dell'Ufficio Tributario. A Gatti sono stati contestati la detenzione, sino al 2013 di quattro libretti al portatore. Uno di questi libretti era stato aperto dal proprietario, tale Facchi, dell'azienda che era stabilità nella stessa area dove è stato costruito il Centro uffici statale dei Tavolucci. In data 19.11.2021 si è avuta la prima udienza di questo processo ove sono state discusse le eccezioni preliminari. Assieme a Gatti è imputato, in questo processo, anche Clelio Galassi anche lui ex segretario di stato e vecchio leader della Democrazia Cristiana Sammarinese.

## Onorificenze
Ha anche ricevuto dall'Accademia Tiberina di Roma il titolo di accademico tiberino.